# Catocala elizabeth
Catocala elizabeth är en fjärilsart som beskrevs av Samuel E. Cassino 1918. Catocala elizabeth ingår i släktet Catocala och familjen nattflyn. Inga underarter finns listade i Catalogue of Life.